# Чемпионство IWGP в полутяжёлом весе
Чемпионство IWGP в полутяжёлом весе (англ. IWGP Junior Heavyweight Championship, яп. IWGPジュニアヘビー級王座) — является мировым чемпионским титулом по рестлингу в полутяжёлом весе, которым владеет промоушн New Japan Pro-Wrestling (NJPW). IWGP — это аббревиатура руководящего органа NJPW, Международного гран-при по рестлингу (англ. International Wrestling Grand Prix). Титулом могут владеть только рестлеры, не выходящие достигшие весовой категории полутяжелого веса. Весовой лимит для титула составляет 100 кг (220 фунтов).

## История

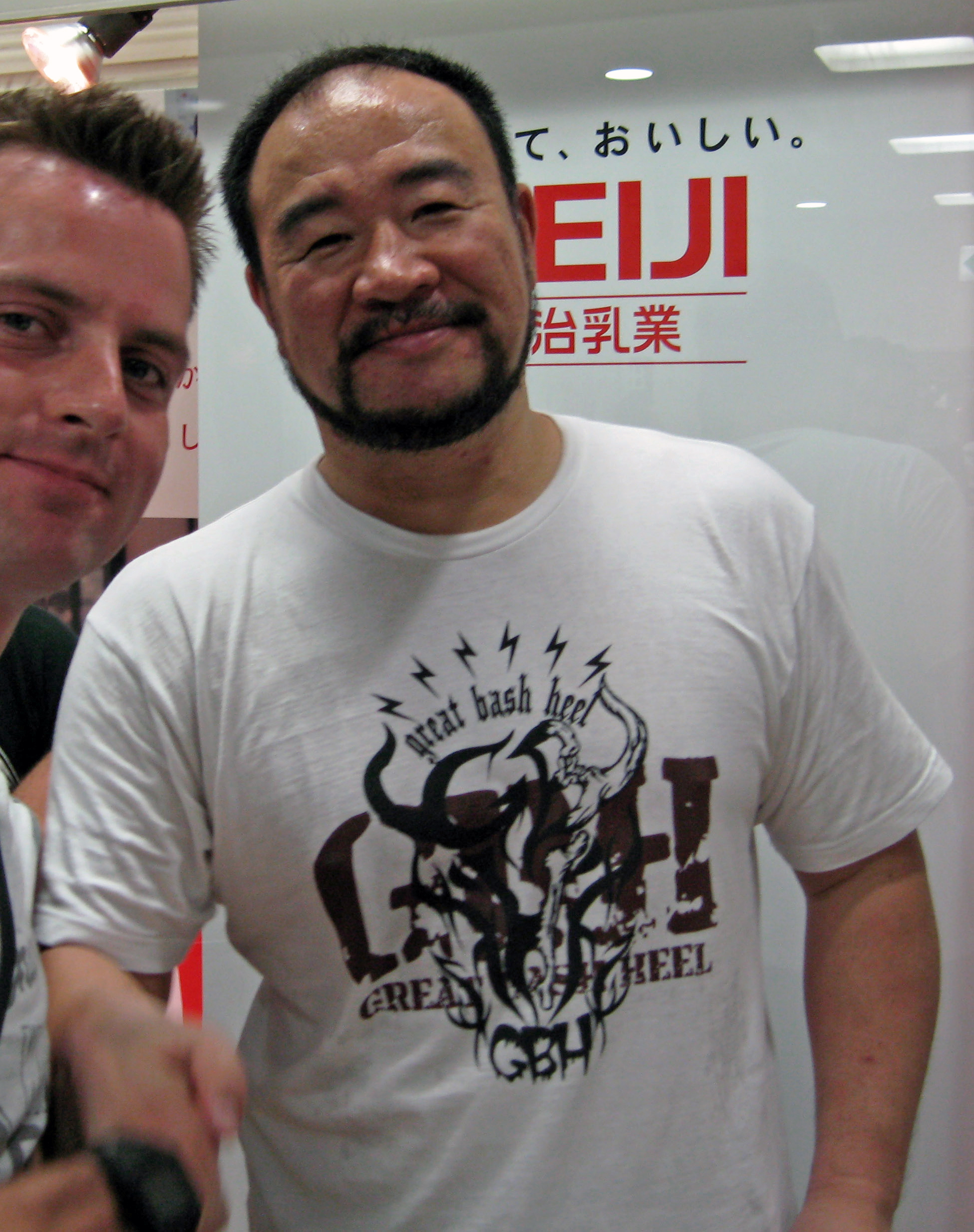
Первый и трехкратный чемпион — Сиро Косинака

Титул был представлен 6 февраля 1986 года на шоу NJPW.
С 5 августа 1996 года по 5 ноября 1997 года титул был частью J-Crown. J-Crown был объединением восьми различных титулов из нескольких различных промоушенов. Оно было создано 5 августа 1996 года, когда Великий Саскэ выиграл турнир из восьми человек. В турнире участвовали титул чемпиона IWGP в полутяжёлом весе, титул чемпиона Британского Содружества в полутяжёлом весе, титул чемпиона мира NWA в полутяжёлом весе, титул чемпиона мира NWA в полусреднем весе, титул чемпиона мира UWA в полутяжёлом весе, международный титул чемпиона WAR в полутяжёлом весе, титул чемпиона мира WWA в младшем полутяжёлом весе и титул чемпиона WWF в полутяжёлом весе.
5 ноября 1997 года чемпион Синдзиро Отани отказался от всех поясов J-Crown, кроме пояса чемпиона IWGP в полутяжёлом весе, после того как World Wrestling Federation (WWF) вернула контроль над своим титулом в полутяжёлом весе, фактически прекратив существование J-Crown.
Смена титула происходит в основном на мероприятиях, проводимых NJPW, так как на мероприятиях, не связанных с NJPW, он переходил из рук в руки лишь дважды. Только 36-я и 37-я смена произошли на телевизионной программе Nitro промоушна World Championship Wrestling, когда 29 ноября 1999 года Хувентуд Геррера победил Дзюсина «Грома» Лайгера, а 6 декабря 1999 года, когда Лайгер вернул себе чемпионство, победив Психозиса.